# Universidad de Camagüey
La Universidad de Camagüey "Ignacio Agramonte Loynaz" es una institución cubana de educación superior con carácter público, fue creada el 6 de noviembre de 1967 en la provincia de Camagüey, Cuba. 
La nueva UC es el resultado de la integración de la existente Universidad de Camagüey "Ignacio Agramonte Loynaz", con la 
Universidad de Ciencias Pedagógicas  "José Martí" y la Universidad de Ciencias de la Cultura Física y el Deporte "Comandante Manuel Fajardo",  de la provincia de Camagüey. Esta integración fue aprobada por el Consejo de Ministros de la República de Cuba en junio del 2014.
La nueva universidad comprende 10 facultades, 52 carreras y una matrícula de más de 15 000 estudiantes en el curso 2020-2021. Está adscripta al Ministerio de Educación Superior, MES.

## Antecedentes de la nueva UC
Fue fundada el 6 de noviembre de 1967, siendo la primera creada tras el triunfo de la Revolución Cubana. Con estudios iniciales de Ingeniera Agrónoma en el Instituto de la Caña "Alvaro Barba Machado" y Pedagogía, en el Instituto Ferroviario "Cándido González",  ambas especialidades se trasladaron posteriormente para la Finca San Isidro, en las afueras de la ciudad de Camagüey. En 1974 dichas carreras ya funcionaban en la nueva (y actual) sede central, entonces en construcción y en 1972 fue constituido como centro universitario. 
A tono con el pujante desarrollo agroindustrial que experimentaba la provincia, se crearon las primeras carreras de ingenierías. En 1975, fue declarada oficialmente como universidad por la ley 1294 del consejo de ministros. 
De la Universidad de Camagüey surgieron posteriormente, en las décadas de los 70´s y 80´s del siglo XX, otras universidades camagüeyanas como la Universidad Médica Carlos J. Finlay, la Universidad Pedagógica José Martí, así como la Universidad de Ciego de Ávila Máximo Gómez Báez, y la Universidad de Las Tunas "Vladimir Ilich Lenin", en las provincias de Ciego de Ávila y Las Tunas, respectivamente.
Los años 80 del pasado siglo marcan el desarrollo material y humano de la comunidad académica. En los 90, a pesar de las dificultades que enfrentaba todo el país, la UC mantuvo su actividad docente, investigativa y productiva.
Al iniciarse el siglo XXI, la UC se suma a la universalización de la enseñanza universitaria propugnada por la Revolución, a través de la creación de sedes universitarias en los 13 municipios de la provincia. Dichas sedes son actualmente las Filiales Universitarias Municipales, integrantes de los Centros Universitarios Municipales, donde se integran las filiales de cada municipio de los otros centros de enseñanza superior de la provincia.
El 8 de junio del 2010 se le dio el nombre de "Ignacio Agramonte Loynaz", en honor al patriota camagüeyano Ignacio Agramonte, el héroe más importante de la provincia en la lucha por la independencia del dominio español.
En el año 2012, la Universidad de Camagüey celebró su 45 aniversario de fundada. Su fecha de fundación marca también el inicio de los estudios de educación superior en la provincia.

## Situación actual
La Universidad de Camagüey "Ignacio Agramonte Loynaz", UC,  dispone de 3 sedes ubicadas actualmente en las afueras de la ciudad de 
Camagüey, tercera ciudad cubana, a 550 km de La Habana. Posee centros universitarios en todos los municipios camagüeyanos, llamados centros universitarios municipales.

## Cultura y Deportes
La UC también es escenario de dos importantes agrupaciones culturales, surgidas en el desarrollo de la cultura universitaria: El Conjunto Artístico Maraguán (fundado en 1981) y el Conjunto Musical Vocación (fundado en el 2005). Ambos multilaureados en festivales nacionales de artistas aficionados, y en el caso de Maraguán,  el más antiguo, con importante trayectoria a nivel internacional.
En la Universidad de Camagüey "Ignacio Agramonte Loynaz" (UC) adicionalmente desarrollan su labor 23 cátedras honoríficas destinadas a estudiar u homenajear la obra y el pensamiento de importantes científicos o personalidades cubanas.
Así mismo, desde los años 70 del pasado siglo XX se realizan los Juegos Interfacultades "Taínos". La UC ha sido escenario varias veces de las Universiadas Nacionales de Cuba.

## Ciencia e Innovación
La UC posee resultados en ascenso en la ciencia e innovación. Destacan los premios CITMA obtenidos a nivel provincial y nacional, además del creciente número de publicaciones en revistas científicas en los grupos 1 (Web of Science) y 2 según la clasificación del MES.
Así mismo, destacan las alianzas investigativas con el Centro de Ingeniería Genética y Biotecnología de Camagüey, el Centro Meteorológico de Camagüey, las Fuerzas Armadas Revolucionarias y otros organismos. 

## Publicaciones Científicas
La UC dispone actualmente de 7 revistas científicas, la mayoría acreditadas en el Registro Nacional de Publicaciones Seriadas.
- Revista de Producción Animal. Fundada en 1985, por la Facultad de Ciencias Agropecuarias. Posee versión impresa y digital.
- Retos de la Dirección. Fundada en el 2007, por la Facultad de Ciencias Económicas y Jurídicas. Posee versión impresa y digital.
- Transformación. Editada por el Departamento de Información Científica  de la Dirección de Información Científica Técnica.
- Agrisost. Fundada en 1995 en el entonces Instituto Superior Pedagógico José Martí, pertenece a la Facultad de Ciencias Agropecuarias y publica sobre agricultura sostenible y su enseñanza.
- .Monteverdia. Dedicada a estudios sobre medio ambiente.
- Arcada. Revista electrónica. Editada por la Facultad de Construcciones. En proceso de registro.
- Ciencia y Deporte. Revista de la Facultad de Cultura Física.

La UC también posee un repositorio digital institucional donde se pueden consultar las tesis de posgrado y publicaciones científicas.
A través de Ediciones Universidad de Camagüey, editorial de la UC, los académicos de la UC pueden publicar su producción científica, en formato digital o impreso.

## Espacio Físico - Ambiental
La nueva UC dispone de 3 sedes en la ciudad de Camagüey y 12 centros universitarios municipales, uno en cada municipio camagüeyano (exceptuando el municipio de Camagüey).
Las 3 sedes en la ciudad de Camagüey de la UC son:
- Sede  "Ignacio Agramonte Loynaz":  ocupa un área total construida de más de 0.117 km², con 120 laboratorios (computación, química, física, biología, construcción, etc.) y 102 aulas distribuidas en 4 edificios, 54 albergues para estudiantes cubanos (distribuidos en dos edificios, uno para hembras y otro para varones), una cocina comedor con 5 comedores y capacidad de atención de 3 500 comensales; áreas deportivas (béisbol, fútbol, baloncesto, voleibol, judo, kárate y campo de tiro, atletismo, gimnasio de fisiculturismo).
- Sede "Manuel Fajardo", sede de la Facultad de Cultura Física, dispone de sala polideportiva, tanque de clavados y piscina olímpica.
- Sede "José Martí": Aquí radican las facultades de Ciencias Informáticasy Exacta, Ciencias Pedagógicas y Comunicación y Lenguas. También radican áreas deportivas, salones multifuncionales.

Hay residencias estudiantiles, incluyendo para estudiantes extranjeros, en cada una de las 3 sedes de la ciudad de Camagüey.  
Las sedes "Manuel Fajardo" y "José Martí" disponen además de residencias de posgrados.